# 11072 Hiraoka
11072 Hiraoka è un asteroide della fascia principale. Scoperto nel 1992, presenta un'orbita caratterizzata da un semiasse maggiore pari a 2,3876360 UA e da un'eccentricità di 0,1145326, inclinata di 12,07863° rispetto all'eclittica.